# Ilyarachna mediorientalis
Ilyarachna mediorientalis là một loài chân đều trong họ Munnopsidae. Loài này được Chardy miêu tả khoa học năm 1974.